# 歸航台

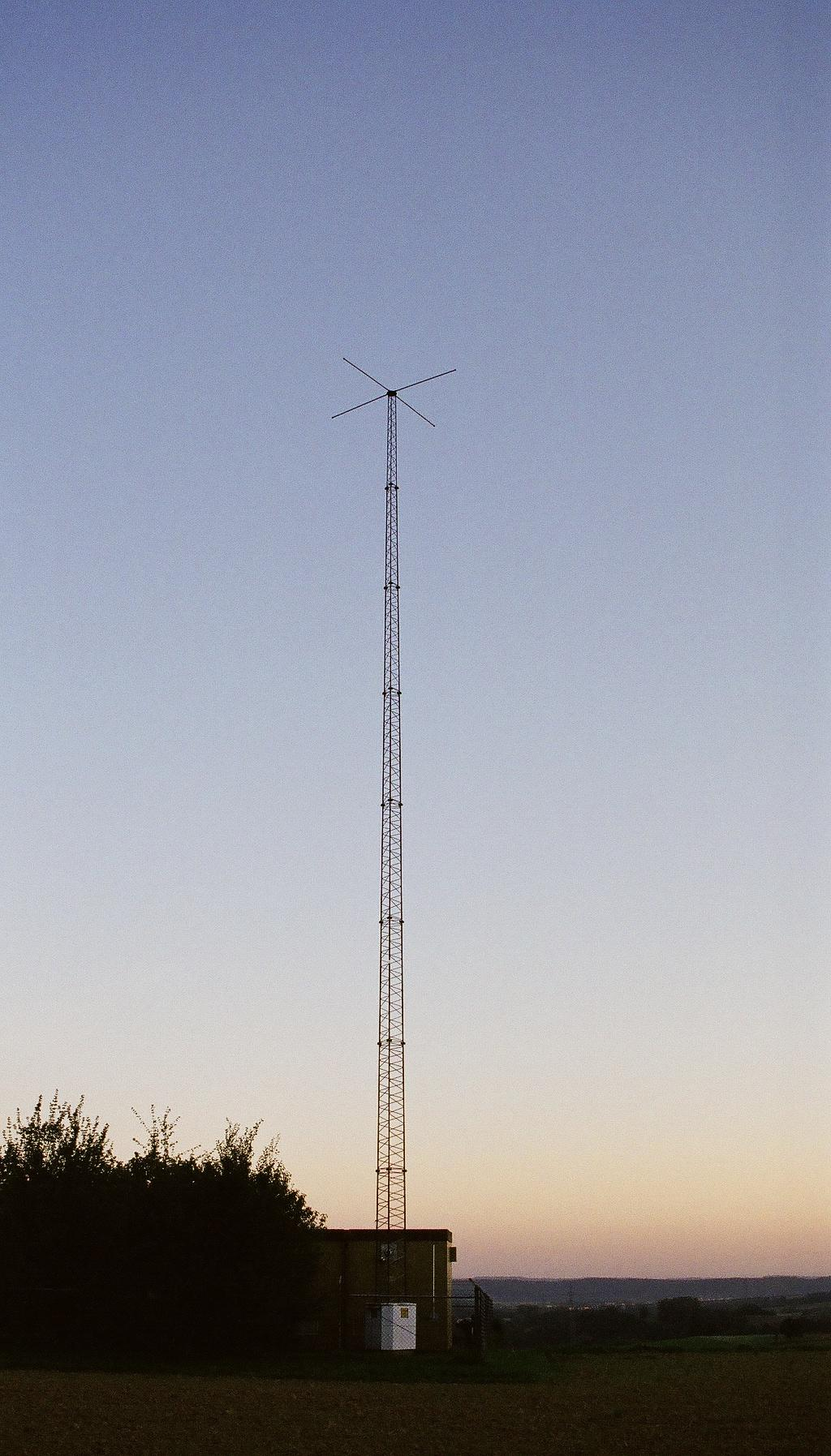
Radio Tower of NKR Leimen-Ochsenbach, Germany

无方向性信标台（NDB, Non-Directional Beacon）通常是一个放置在已知地点的无线电发射装置，在航空或者航海方面进行定位。NDB与较新式的VOR、TACAN等导航台相比，缺少测距等功能。同时NDB也是今天使用的最古老的导航设备。NDB对于VOR来说，由于其发射的无线电信号沿着地球曲率半径传播，在低空时作用距离较VOR远。然而，NDB的信号受到天气、地形等因素的影响较大，例如山地和海岸。即便如此，在VOR、GPS导航出现的今天，NDB仍然由于价格低廉、易于架设等原因在世界各地广泛使用。
NDB导航台的工作频段在國際民航組織（International Civil Aviation Organization, ICAO）规范的附件10中被规范为：从频率190kHz到1750kHz。每个NDB导航台有一个最大3个字母的标识。

## 自动定向仪
NDB导航包括两个部分，一部分是飞机上使用的自动定向仪(ADF,Automatic Direction Finder)，用来检测NDB导航台的信号，另一部分是NDB台本身。ADF可以在ICAO规范中的频段中进行调整以获得信号。（在北美，在530kHz-1700kHz的范围内以10kHz为单位进行调整，在世界的其余国家，在531kHz-1602kHz的范围内以9kHz为单位进行调整）。自动定向仪检测NDB台距离飞机的方位并且显示在飞机的RBI(Relative Bearing Indicator)上，在大多数飞机上显示为一个全罗盘加上一个指针，箭头指向NDB台的位置。需要注意的是，机头的中心线指向全罗盘的0度方位。在无风的天气下，要飞行至一个NDB台，飞机应转向指针指示的方向飞行，使指针与飞机机头的中心线重合（向台飞行）或者与机尾的中心线重合（背台飞行）。当向台飞行的飞机飞越NDB台时，指针会在极短的时间内转向180度，这是飞机飞越NDB台。在有侧风的情况下，指针应向左或者向右偏移若干（取决于风向和风力）。飞机通常以一个具体的航向飞越NDB台。此时需要将RBI的航向设置为所需要的航向（即机头中心线指向所需要的航向）。这个航向通常称作径向线。当飞机距离径向线一定距离时（取决于飞机类型和风向），并转向该航向继续飞行，并使指针与当前飞机的中心线重合。当飞机航行在径向线上时，可以认为飞机没有偏航。但在只有一个NDB台作为参考时，需要进行一系列计算来确定径向线。需要注意的是，自动定向仪并不仅仅用于NDB导航，也可以作为无线电紧急定位信标等的定位工具

## 无方向性信标的用途

此图片为NDB在航图中的符号表示

### 航路
航向是从一个无线电导航信标指向某个点的一个方位角，例如270度（正西方向）。将两个无线电导航信标连接便可以得到航路。而NDB可以和VOR等无线电导航信标组成一个航路。全球的航路有一个统一的定义，例如J24 (Juilet)是一个高空航路，V119(victor)是一个低空航路。飞机在飞行前要制定航路计划，在飞行时通过飞向不同的无线电导航信标来完成飞行计划。
所有的航路都包含在航图内。

### Fixes
可以通过Fix点来截取径向线。Fix点是在空中虚拟的一个点。向这个点之后即可截获NDB的某条指定的径向线。Fix点的制定是以某几个NDB台为原点，以相应的航线作射线，两条射线的交点就是Fix点（这叫做三角测量，将Fix点作为三角形的一个顶点进行测量)。
通过Fix点可以使飞行员大致能够了解当前的水平方位。这在其他导航设施，例如VOR/DME等失效后尤为有用。

### 确定与NDB台站的距离
要确定与一个NDB台站的距离，可以：
1. 将飞机一边翼尖对准导航台（通常与导航台成90度角）
2. 开始计时，直到飞机飞越某一指定的方位角
3. 使用此公式：到NDB台的时间 = 60 x 飞行分钟数 / 方位角改变角度
4. 之后利用所得的時間計算出到NDB台的距離（距離=速度*時間）（每分鐘的速度乘以飛行的分鐘數）

### 仪表着陆系统
在仪表着陆系统(ILS,Instrument Landing System)中，NDB通常被当作指点标(markers)。可以用来指示最终进近定位点(FAF)、决断高度等信息。

## 其它

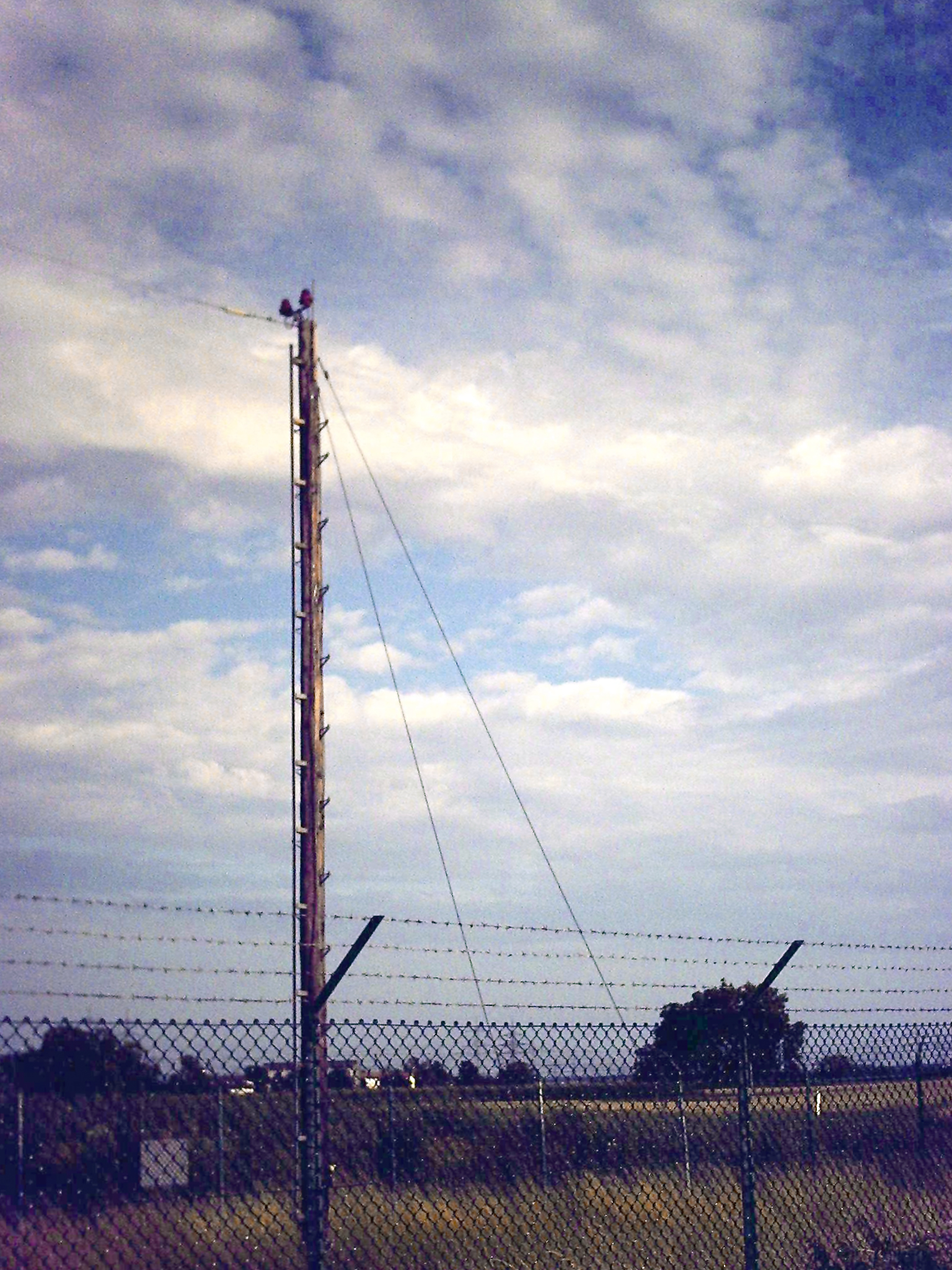
One of the wooden poles of NDB HDL at Plankstadt, Germany

NDB主要工作在190kHz到535kHz频段中(虽然他们的频段可以是190kHZ至1750kHZ)。NDB也可以与DME一起安装使用，作为仪表着陆系统的内指点标(Inner Marker, IM)。
NDB除了传送400Hz或者1020Hz的摩斯密碼外，还可以传送自动终端情报服务(ATIS)等内容。

## 延伸阅读
- International Civil Aviation Organization (2000). Annex 10 — Aeronautical Telecommunications, Vol. I (Radio Navigation Aids) (5th ed.).
- U.S. Federal Aviation Administration (2004). Aeronautical Information Manual, § 1-1-2. （页面存档备份，存于）
- Remington, S., KH6SR. . The Longwave Club of America. 1987–1989  [2008-01-06]. （原始内容存档于2002-12-09）.
- Appleyard, S.F.; Linford, R.S. and Yarwood, P.J. . Routledge & Kegan Paul. 1988: 68-69. ISBN 0-7102-1271-2.
- List of navigation aids from airnav.com （页面存档备份，存于）
- A list of navigation aids with entries missing from the above
- UK Navaids Gallery with detailed Technical Descriptions of their operation （页面存档备份，存于）
- Flash-based ADF instrument simulator （页面存档备份，存于）
- Large selection of beacon related resources at beaconworld.org.uk （页面存档备份，存于）
- Godfrey Manning. . Radio User (PW Publishing Ltd). December 2007, 2 (12): 25. ISSN 1748-8117.
- Godfrey Manning. . Radio User (PW Publishing Ltd). January 2008, 3 (1): 24–25. ISSN 1748-8117.
- Richard Gosnell. . Radio User (PW Publishing Ltd). April 2008, 3 (4): 28–29. ISSN 1748-8117.